# Nagari (Andhra Pradesh)
Pour les articles homonymes, voir Nagari.
Nagari est une ville du district de Chittoor, dans l'État  indien d' Andhra Pradesh. Il s'agit du siège du mandal de Nagari mandal dans la division des revenus de Nagari,.

## Démographie
D'après le recensement de la population de 2011, la population de la ville s'élève à 96,152. Le taux d'alphabétisation s'élève à 65.14%.

## Éducation
L'enseignement primaire et secondaire est dispensé par des écoles publiques, subventionnées et privées, sous la tutelle du Département de l'éducation scolaire de l'État,.